# کراسنوگواردیسکی (سرزمین آلتای)
کراسنوگواردیسکی (به لاتین: Krasnogvardeysky) یک منطقهٔ مسکونی در روسیه است که در سرزمین آلتای واقع شده‌است.